# Lumpskräling
Lumpskräling (Psilocybe inquilina) är en svampart som först beskrevs av Elias Fries, och fick sitt nu gällande namn av Giacopo Bresàdola 1931. Lumpskräling ingår i släktet slätskivlingar och familjen Strophariaceae.  Arten är reproducerande i Sverige. Inga underarter finns listade i Catalogue of Life.

## Källor

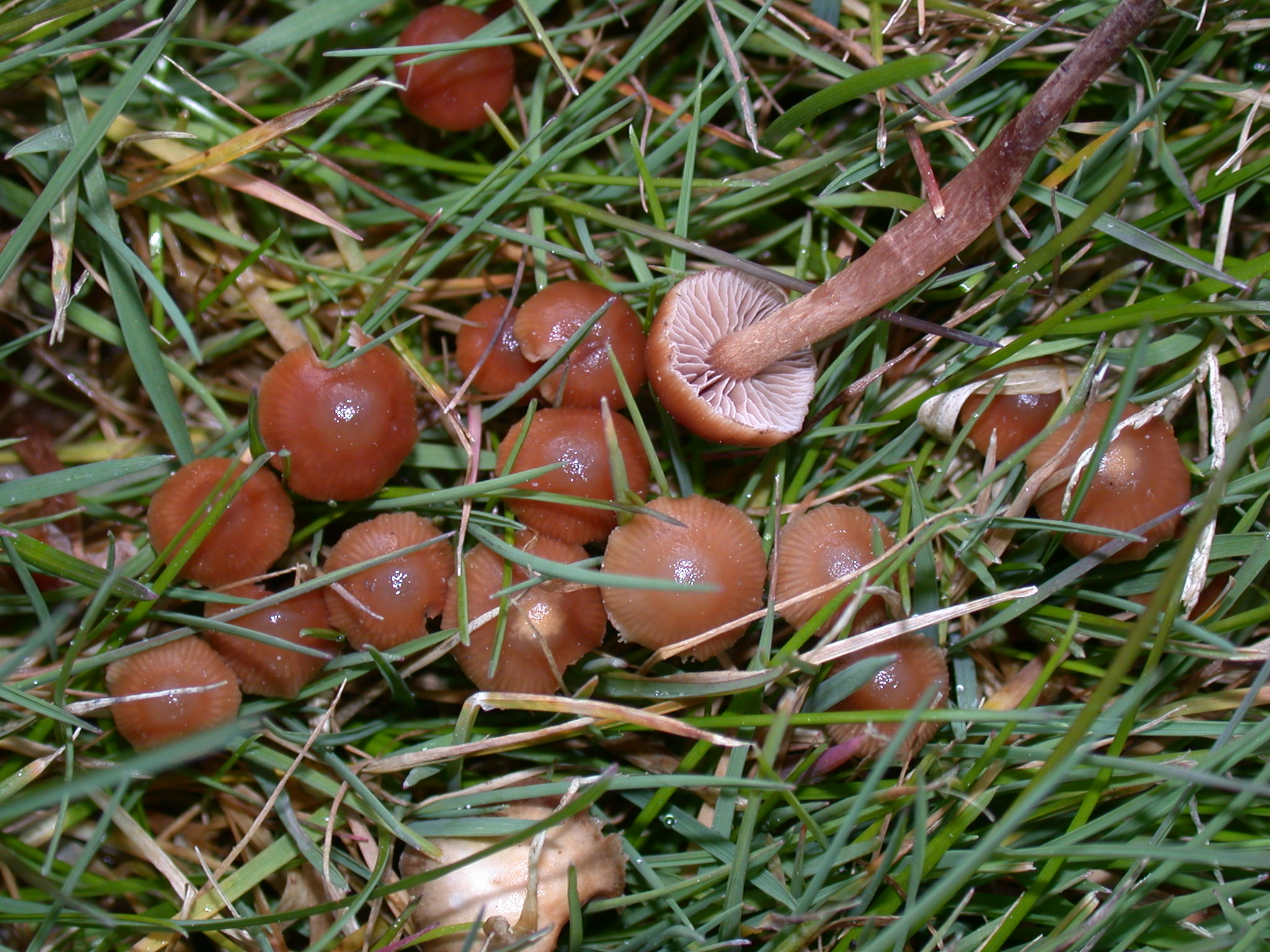